# Gáivuotna-Kåfjord
Kåfjord (en noruec) o Gáivuotna (en sami septentrional) és un municipi situat al comtat de Troms, Noruega. Té 2.150 habitants (2016) i la seva superfície és de 991.10 km².

## Informació general
El municipi de Kåfjord es va establir el 1929 quan es va separar del municipi de Lyngen. La població inicial de Kåfjord era de 2.482 persones. Llavors l'1 de gener de 1992, l'àrea de Nordnes de Lyngen (població: 38) va ser traslladada a Kåfjord.

### Nom
Kåfjord és la forma en noruec del nom sami Gáivuotna. El significat del primer element és desconegut i l'últim element és vuotna que significa "fiord".
El nom oficial del municipi era Kåfjord fins al 2 de maig de 1994, quan va ser canviat a Gáivuotna-Kåfjord. Va ser el cinquè municipi de Noruega en obtenir un nom de Sami. El 2005, el nom va ser canviat de nou de manera que sigui en sami Gáivuotna o en noruec Kåfjord.

### Escut d'armes
L'escut és del 1988. Mostra una filosa blanca sobre un fons vermell. Aquesta fou triada per reflectir l'artesania i les tradicions de la comunitat local.

### Esglésies
L'Església de Noruega té una parròquia (sokn) dins del municipi de Gáivuotna-Kåfjord. És part del deganat Nord-Troms a la Diòcesi de Nord-Hålogaland.
| Parròquia (Sokn) | Nom de l'església     | Localització de l'església | Any de construcció |
| ---------------- | --------------------- | -------------------------- | ------------------ |
| Kåfjord          | Església de Kåfjord   | Olderdalen                 | 1949               |
| Kåfjord          | Capella de Birtavarre | Birtavarre                 | 1937               |

## Història
El 1945, els pobles de Kåfjord foren cremats durant la retirada de les forces alemanyes de Finlàndia i la Lapònia noruega. De fet, es cremaren totes les poblacions cap a l'oest fins a la Wehrmacht utilitzant les seves tàctiques de foc.

## Geografia

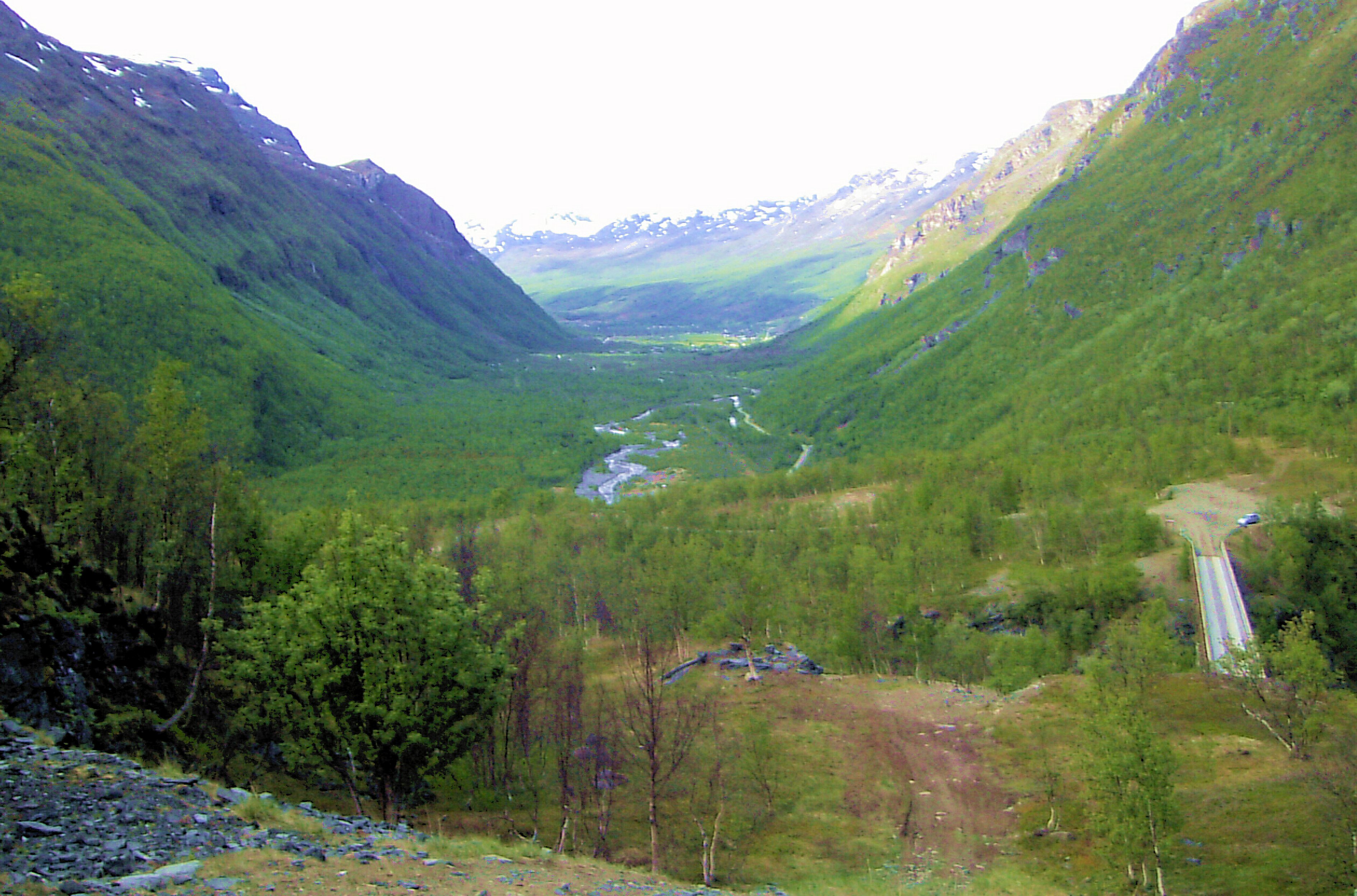
Vall de Kåfjord

El municipi està situat al costat oriental del fiord de Lyngen. El centre municipal de Kåfjord és Olderdalen. Altres pobles inclouen Birtavarre, Kåfjorddalen, Djupvik, Nordmannvik i Manndalen.
A la frontera amb Finlàndia, hi ha el mont Ráisduattarháldi, que té una altura de 1.365 m.

## Economia
La pesca i l'agricultura a petita escala han estat les fonts més importants d'ingressos. Ara moltes persones treballen en l'educació i altres serveis públics. La població ha disminuït des de fa molts anys, però el descens és ara menys ràpid que abans. Un nou optimisme ha sorgit entre els joves, en gran part a causa de les activitats culturals cada vegada més grans.

## Població
La majoria de la població de Kåfjord té el noruec com a llengua materna i habitual, malgrat que una minoria de la població és d'origen sami. A causa de la pressió de l'assimilació de la llengua noruega per part de l'Estat noruec, el llenguatge es va perdre quasi del tot al segle xx. Ara s'estan fent esforços per reintroduir les llengües sami, majoritàriament concentrades al poble de Manndalen.